# Mohammad Soufi
Mohammad Khaled Soufi (* 10. Mai 1993) ist ein syrischer Poolbillardspieler.

## Leben
Soufi wuchs in Latakia auf. Wegen des Bürgerkriegs flüchtete er 2013 aus Syrien. Er kam schließlich nach Deutschland, wo er nun in Rostock lebt.

## Karriere
Im Alter von acht Jahren begann Soufi mit dem Billardspielen. 2009 nahm er an der U21-Snooker-Weltmeisterschaft teil, schied jedoch mit nur einem Sieg in der Vorrunde aus. Bei der 9-Ball-Weltmeisterschaft 2011 verlor er sein Auftaktspiel gegen Allan Cuartero und anschließend in einem umkämpften Match mit 8:9 gegen den Katarer Abdulatif Alfawal. Bei der 8-Ball-WM 2012 schied er nach 0:7-Niederlagen gegen den Jordanier Noor al-Jarrah und den Hongkonger Lee Chen Man ebenfalls sieglos in der Vorrunde aus. 2012 wurde er Asienmeister. Zudem wurde er syrischer Meister.
Nach seiner Flucht begann Soufi beim PBC Schwerte 87 wieder mit dem Billardspielen und nahm ab 2016 an der German Tour teil. Im Januar 2017 erreichte er beim Finalturnier der German Tour 2016 das Endspiel, nachdem er unter anderem die früheren Deutschen Meister Thomas Damm und Sascha Jülichmanns sowie Farhad Shahverdi besiegt hatte. Im Finale unterlag er jedoch dem Schweizer Dimitri Jungo mit 4:7. Im August 2017 nahm er erstmals an einem Euro-Tour-Turnier teil, den Dutch Open 2017. In Leende besiegte er unter anderem Mario He und Harald Stolka, bevor er in der Runde der letzten 32 mit 7:9 gegen Christian Sparrenlöv ausschied. Beim darauffolgenden Euro-Tour-Turnier, den Klagenfurt Open 2017, erreichte er das Achtelfinale, in dem er sich dem Bosnier Sanjin Pehlivanović nach einer 6:3-Führung mit 8:9 geschlagen geben musste.
2023 spielt er im Februar bei den Nineball World Pool Championships in Kielce / Polen mit. Als Nr. 75 der neuen Matchroom Weltrangliste im 9 Ball hat er sich für dieses Event qualifiziert. Dort konnte er das Finale erreichen, wo er mit 10-13 gegen Francisco Sánchez verlor.

### Mannschaftskarriere
Im Oktober 2016 gewann Soufi mit der zweiten Mannschaft des PBC Schwerte 87 die Bronzemedaille beim deutschen 8-Ball-Pokal. Seit der Saison 2016/17 spielt er mit der ersten Mannschaft des Vereins in der 1. Bundesliga. In seiner ersten Bundesligasaison belegte er als bester Spieler seiner Mannschaft den vierten Platz in der Einzelrangliste. Seit der Saison 2022 spielt Soufi bei den Billardfreunden Bremen in der 2. Bundesliga Pool Nord.